# Conceição do Muqui
Conceição do Muqui é um distrito do município de Mimoso do Sul, no Espírito Santo . O distrito possui  cerca de 5 000 habitantes e está situado na região norte do município .
Na localidade há a escola de nome Maria Anatólia Nascimento dos Reis.  A professora autodidata aos três anos de idade foi nomeada àquela localidade em 1918 pelo Estado do Espírito Santo, que dava aos professores ao se formarem o anel de formatura de professor, um quadro negro, uma caixa de giz, um apagador e um relógio de parede.
Não havia local para lecionar.  Assim, a professora iniciou os trabalhos em um curral próximo a atual escola, onde os alunos escreviam em pequenas tábuas de madeira com torrões de barro.  O comerciante local João Pires dos Reis cedeu o depósito de seu armazém para que a professora e alunos não ficassem em situação tão precária e assim foi até em torno dos anos de 1950, quando a professora já poderia ter se aposentada, mas não queria abandonar o local até que houvesse a designação de uma nova professora, que houve a fundação da escola.
Na inauguração da escola Maria Anatolia Nascimento dos Reis, a localidade ficou coberta de bandeirolas, houve um desfile militar com o destacamento de Mimoso do Sul, comandado por seu filho o tenente Helio Nascimento dos Reis e missa na Igreja de Nossa Senhora da Conceição, celebrada pelo padre Elias Tomazzi, fundador da igreja católica local e principal construção do local.
A professora Maria Anatólia se orgulhava de ser quem comprou com seus próprios recursos e levou àquela localidade a primeira bandeira do Brasil e muitos anos mais tarde, a do Espírito Santo.